# Phyllomedusa coelestis
Phyllomedusa coelestis es una especie de anfibios de la familia Phyllomedusidae.
Habita en Colombia, Ecuador y Perú.
Sus hábitats naturales incluyen bosques tropicales o subtropicales secos y a baja altitud y ríos. Está amenazada de extinción por la destrucción de su hábitat natural.